# Leica I
Le Leica I (Leica A pour les États-Unis) est le premier appareil photo commercialisé par Leica en 1925. Il succède au Ur Leica, prototype d'Oskar Barnack et à la pré-série de Leica 0 dont la quasi totalité des trente et un exemplaires produits a été démontée après les tests.

## Histoire
En 1913, Oskar Barnack crée un petit appareil utilisant le film cinéma 35 mm initialement pour faire quelques images utilisées comme tests de développement pour les films cinéma d'un ami mais qui lui permet de s'adonner à la photographie de paysages sans devoir transporter un appareil encombrant et un lourd stock de plaques de verre.
En 1924, Ernst Leitz II, à la recherche d'une possibilité de diversification pour sa fabrique de Microscopes pense à l'appareil de Barnack qu'il a utilisé lors d'un voyage aux États-Unis. Il fait fabriquer une série de trente et un appareils connus sous le nom de Leica 0 (numérotés de 100 à 130) et les confie à divers utilisateurs pour recueillir leurs avis qui sont globalement négatifs. Il consulte aussi ses administrateurs et proches collaborateurs qui sont également peu convaincus. Une fois ces consultations effectuées, il tranche et décide la fabrication en série.
Si la fabrication de la série débute en 1924 le Leica I ne sera présenté qu'à la Foire de printemps de Leipzig en 1925.

## Technique
La première version a un objectif fixe et pas de télémètre. Une barrette coudée fixée sur la façade sert de butée pour la mise au point à l'infini. Un obturateur à rideaux textiles défilants horizontalement permet les vitesses de 1/20 à1/500 et la pose. Par rapport aux prototypes et à la pré série l'obturateur ne découvre plus le film lors de l'armement ce qui supprime l'obligation de mettre un bouchon d'objectif en place à chaque armement. Un viseur de Galilée est fixé sur le capot. Il en est fabriqué environ 60 000 exemplaires plus quatre vingt sept "Luxus" aux parties métalliques plaquées or et au revêtement de Veau, Crocodile ou Lézard.

## Variantes
- Une variante du I (C pour les États-Unis) reçoit un objectif interchangeable mais les tirages optiques ne sont pas standardisés et les objectifs doivent être appairés avec le boitier. 3 000 unités sont fabriquées[2].
- Une autre variante inaugure la standardisation des tirages optiques qui facilite l'interchangeabilité des objectifs. Il en est fabriqué environ 7 000[2].